# والتر گروس
والتر گروس (به آلمانی: Walter Groß) (زاده ۲۱ اکتبر ۱۹۰۴ – مرگ ۲۵ آوریل ۱۹۴۵) فیزیکدان و سیاستمدار آلمانی و از سال ۱۹۳۳ تا ۲۵ آوریل ۱۹۴۵ رئیس اداره سیاست نژادی ان‌اس‌دآپ بود. وی در ۲۵ آوریل ۱۹۴۵ خودکشی کرد.